# 空軍による防衛
『空軍による防衛』(Winged Defense: The Development and Possibilities of Modern Air Power-Economic and Military)とは1925年8月にアメリカ合衆国の軍人ウィリアム・ミッチェルによって著された航空戦略の著作である。

## 概要
1879年にフランスで生まれたミッチェルは米西戦争においてアメリカ陸軍の兵卒として従軍した。その後に陸軍の航空隊の指揮官として勤務し、第一次世界大戦で空軍力の重要性を強硬に主張した。1921年に『我々の空軍』、1925年には本書『空軍による防衛』、1928年には『第一次世界大戦の回想』、そして1930年には『航空路』を発表した。これらのミッチェルの著作の中でも特に本書はアメリカにおいて航空戦略の重要性を啓発した著作として評価されている。
ミッチェルは第一次世界大戦での作戦に参加した経験から軍事技術の革新を認識し、エアパワーが持つ可能性に着目した。ここでのエアパワーとは空中で何かを行いうる能力と定義されており、航空機によって一切のものを輸送する機能がある。ミッチェルはアメリカ本土を保護する太平洋と大西洋という地理的障害がエアパワーの台頭によって克服される危険性を主張する。つまり20世紀はエアパワーの時代であり、この時代での戦争は「地球上でもっとも広大で、もっとも重要で、もっとも遠方まで達している空を横断し、コントロールする権利」を求めてるものになると考えた。エアパワーは迅速かつ地形に制約されずに文明の中枢に到達することを可能とする。したがってエアパワーは軍事と民事の両方において国際競争の主要な要素となりうる。
エアパワーに対抗可能なものはエアパワーだけであり、敵のエアパワーを構成する航空機と飛行場を破壊すれば制空権を獲得することができる。ミッチェルはエアパワーによって行うことが可能な戦略爆撃の決定的な威力を指摘し、都市部に対して戦略爆撃を実施すれば国家のあらゆる経済的機能が破壊され、戦争遂行が困難となる。また戦略爆撃よりも容易な航空封鎖でも島国のように航空路に経済活動を依存する国家に対して深刻な状態に陥らせることになる。しかもエアパワーは陸上戦闘に対して航空支援を実施することができれば短期間で敵の地上部隊を消耗させることができる。